# Simón de Rojas Clemente y Rubio
Simón de Rojas (Roxas) Cosme Damián Clemente y Rubio (Titaguas, 27 de septiembre de 1777-Madrid, 27 de febrero de 1827) fue un botánico español.

## Biografía
Hijo de una familia numerosa (tuvo quince hermanos, de los que solamente pasaron la pubertad seis) Simón de Rojas era hijo del notario Joaquín Clemente Collado y de su segunda mujer, Juliana Rubio Polo, y el cuarto en la línea de sucesión, sin ninguna posibilidad de heredar un día la escribanía familiar. 
A los diez años ingresó en el Seminario de Segorbe. Tras estudiar cuatro años de Humanidades, fue enviado a Valencia para los estudios superiores. Allí cursó filosofía con Antonio Galiana y obtuvo el grado de maestro en artes, continuando luego con otras disciplinas propias de la carrera eclesiástica; se llegó a doctorar en Teología, pero destacó sobre todo como un filólogo competente en griego, hebreo y latín que con el tiempo llegaría también a dominar árabe, francés, inglés e italiano, fuera de su nativo valenciano. Poco afecto a la vocación sacerdotal, se sentía más atraído por las ciencias naturales y realizó colecciones y clasificaciones de plantas y animales; llevó a término un interesante catálogo. Y cuando el botánico Antonio José de Cavanilles publicó las Observaciones sobre el Reyno de Valencia (1795-97), se azuzó definitivamente su interés por la ciencia botánica.
En 1800, ya con 23 años, marchó a Madrid para opositar a las cátedras de Lógica y Ética en el Seminario de Nobles y, aunque no las ganó, le asignaron varias sustituciones en los Reales Estudios de San Isidro; aprovechó para asistir como alumno entre 1800 y 1801 a las clases de árabe, botánica, mineralogía y química y entró en contacto con algunos profesores y alumnos con los que habría de colaborar, como Casimiro Gómez Ortega, botánico y primer catedrático del Real Jardín Botánico de Madrid, que fue instalado bajo su dirección en el Paseo del Prado y en el que Clemente habría de trabajar durante muchos años. Otro gran amigo, esta vez condiscípulo, fue Mariano Lagasca y Segura, con quien Clemente empezó a colaborar ya en 1801, publicando en agosto de 1802 una Introducción a la Criptogamia española, inserta en el tomo V de los Anales de Ciencias Naturales.
En 1802 Clemente fue nombrado profesor de la cátedra de árabe en sustitución de su titular Miguel García, que estaba enfermo. Allí conoció entonces al famoso viajero y espía catalán Domingo Badía y Leblich, más conocido como Alí Bey, gran amante también de la lengua árabe y de las ciencias naturales, pero diez años mayor que Clemente, a quien logró engatusar para tomar parte en un aventurado proyecto científico (luego resultó ser de espionaje) en el norte de África por cuenta de Manuel Godoy.
Viajó por Francia e Inglaterra con Badía, y en esos viajes recogió y clasificó nueve tomos de herbarios, y a su vuelta a España los depositó en el Jardín Botánico. Pese a que se embarcó con Badía para el Norte de África, este le dejó plantado. Godoy recompensó su silencio con una asignación de 1500 reales mensuales durante cuatro años y el encargo de hacer un estudio sobre las producciones y la historia natural del Reino de Granada (de forma parecida a lo que Cavanilles había hecho en Valencia) con total independencia de cualquier otra autoridad académica y administrativa. Durante casi dos años (en 1805 fue llamado para hacerse cargo de la Biblioteca del Real Jardín Botánico de Madrid) recorrió todos los rincones del antiguo reino de Granada y de la zona de Jerez de la Frontera y Sanlúcar de Barrameda, donde residía, recogiendo muestras de plantas silvestres y cultivadas, observando las prácticas de cultivo, la naturaleza del suelo, los distintos microclimas y, lo que era más importante, la adecuación de cada planta o cultivo al medio natural, así como su mayor productividad con vistas a una agricultura científica. La mayor parte de aquellos trabajos (textos, colecciones de plantas, etc.) fueron depositados en el Real Jardín Botánico de Madrid, donde permanecen inéditos. 
Destaca también el viaje realizado en 1804 a Sevilla. Publicó varios artículos entre 1806 y 1807 en el Semanario de Agricultura y Artes dirigido por Francisco Antonio Zea, que formaría luego en el año 1807 su obra Variedades de la vid común que vegetan en Andalucía.

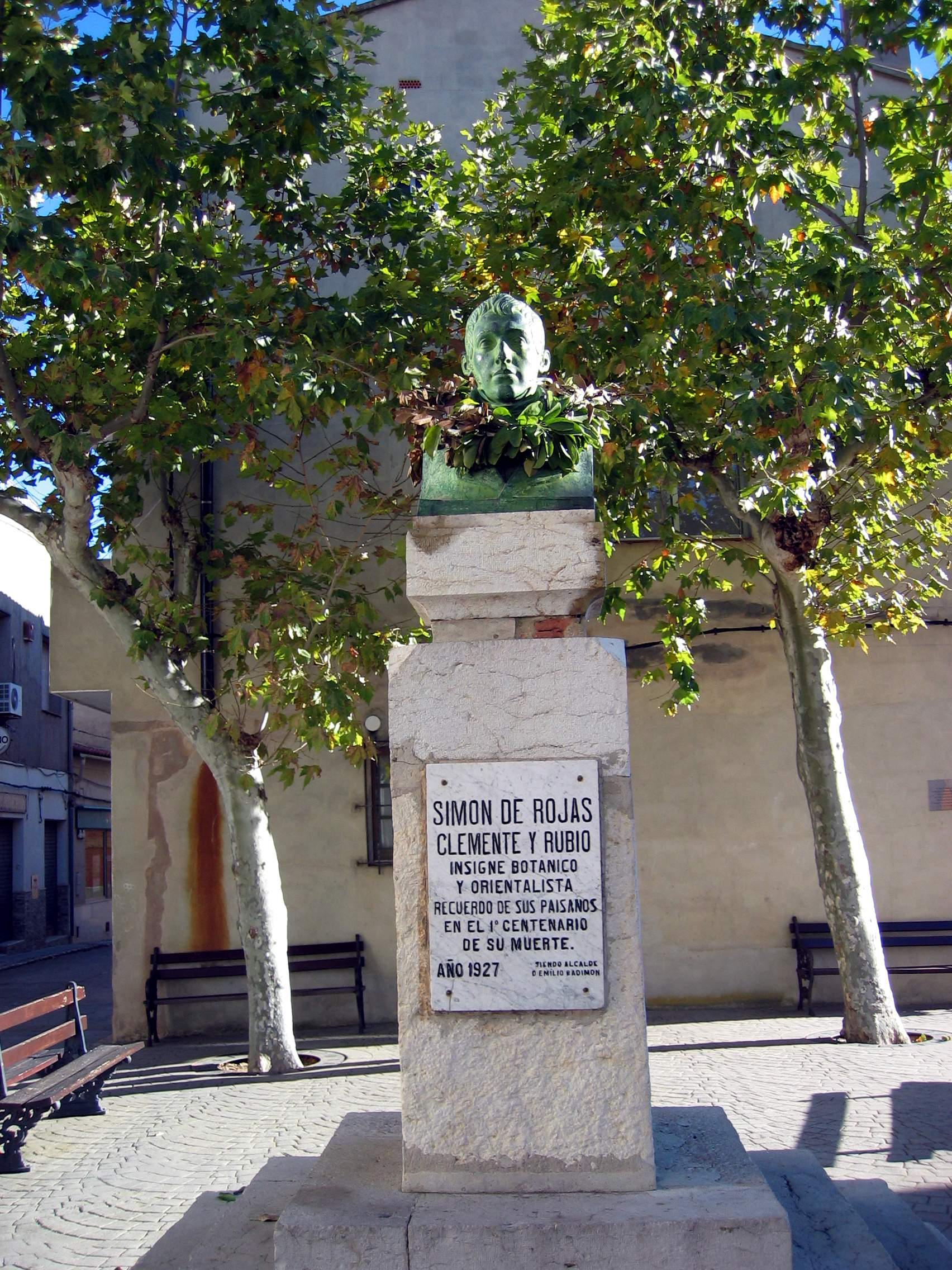
Vista de columna con busto de Simón de Rojas Clemente y Rubio en Titaguas (Valencia), erigida en 1927, Primer Centenario de su fallecimiento.

Este libro fue consecuencia de haber conocido a tres agrónomos de prestigio como eran Esteban y Claudio Boutelou y Francisco Terán, director del Jardín Botánico de la Paz de Sanlúcar de Barrameda, quienes le animaron a aplicar sus grandes conocimientos en botánica y criptogamia a una nueva disciplina poco desarrollada hasta entonces en España como era la ampelografía, materia en la que Clemente habría de convertirse en la máxima autoridad europea merced a este título. 
En 1807, asimismo, tuvo que volver a Sanlúcar para hacerse cargo de la dirección del citado Jardín Experimental, que Clemente revitalizó con el proyecto de crear un campo de experimentación que reuniera todas las variedades de vid de España, al estilo del que había propuesto Chaptal en Francia cuando era ministro de Interior.
La caída de Godoy y la Guerra de la Independencia trastornaron todos estos ambiciosos planes; Clemente intentó nadar entre las dos aguas, la afrancesada y la patriota, pues su talante liberal le aproximaba al gobierno josefino, pero no quería pasar por colaboracionista, como hizo su amigo Mariano Lagasca, que rechazó los cargos que Joseph Bonaparte le ofreció en el nuevo gobierno y se alistó en el ejército español como médico. Circuló libremente por Andalucía y Madrid sin ser molestado, pero en 1812 se refugió en Titaguas. Según su primer biógrafo, Miguel Colmeiro, se dedicó allí a tareas científicas y humanitarias: reunió datos para escribir la historia civil, natural y eclesiástica de Titaguas; hizo un plano topográfico del término; escribió la genealogía de los apellidos locales; enseñó a niños y adultos a clasificar las diferentes especies de pájaros y plantas y creó una compañía de teatro de aficionados en la que él mismo hizo papeles de protagonista, como en El médico a palos de Molière y en El alcalde de Zalamea de Calderón de la Barca.

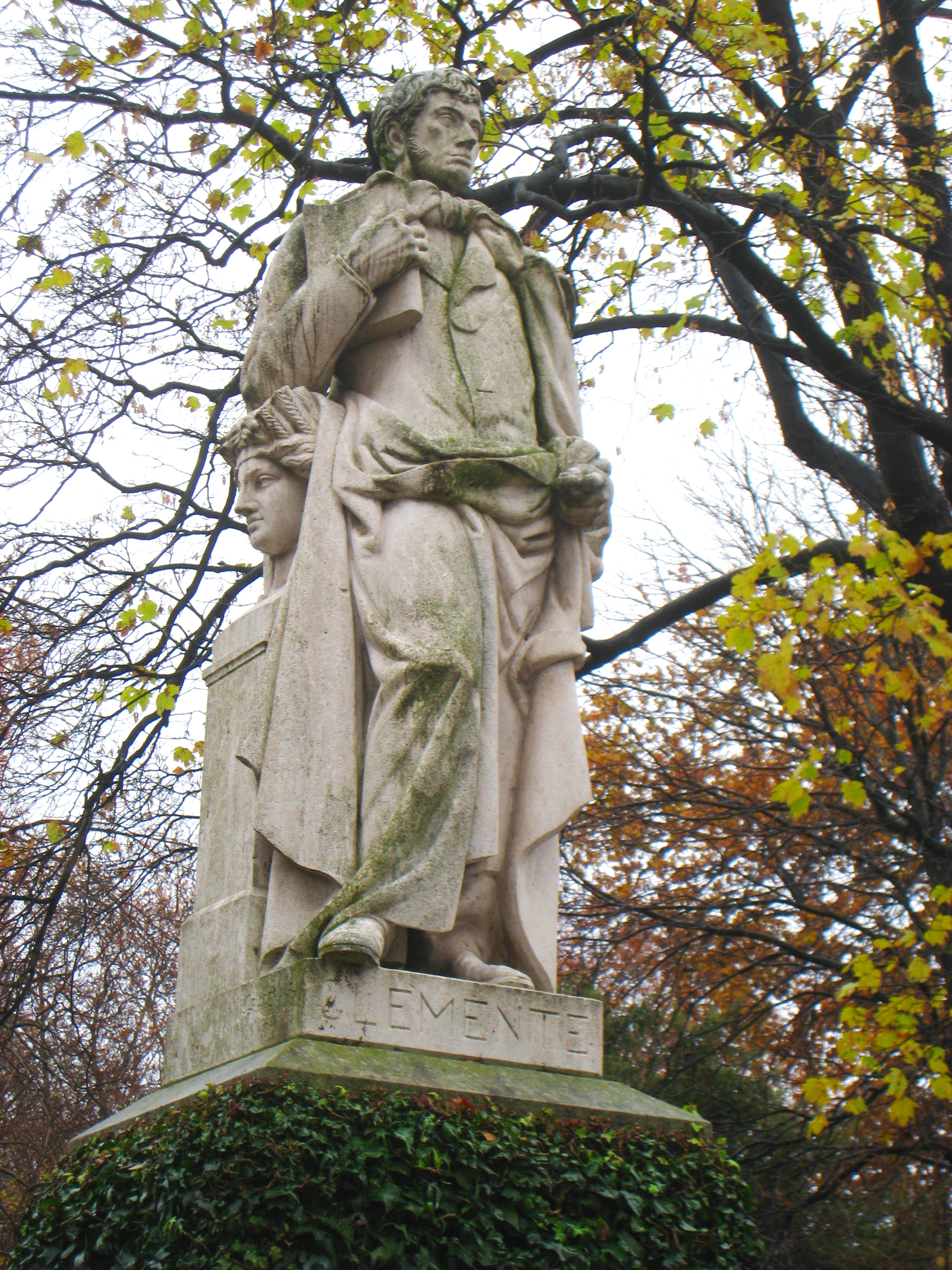
Estatua de Simón de Rojas Clemente y Rubio, obra de José Gragera, inaugurada en 1865 en el Real Jardín Botánico de Madrid.

Pasada la contienda volvió a ser reclamado en 1814 para formar el plano topográfico y estadístico de la provincia de Cádiz, si bien prefirió ocupar otra vez su plaza de bibliotecario en el Real Jardín Botánico de Madrid, a cuyo frente volvía a estar su amigo Mariano Lagasca, tras el cese de Claudio Boutelou por afrancesado. Lagasca y Clemente catalogaron las colecciones de plantas americanas formadas por José Celestino Mutis en Bogotá, que fueron remitidas a Madrid en 1817, aunque su obra más célebre fue la edición, por encargo de la Sociedad Económica Matritense de la Agricultura general de Gabriel Alonso de Herrera con el objetivo de recuperar la versión original de 1513 (varias ediciones posteriores en 1643, 1677 y así hasta 27, la habían desvirtuado con añadidos sin valor) y actualizarla con adiciones de mayor rigor científico y actualidad que fueron encargadas a los propios Lagasca y Clemente y a los especialistas Antonio Sandalio de Arias, Claudio Boutelou, el grabador Francisco de Paula Martí, etc. Clemente redactó el prólogo, las adiciones a las castas de trigo, al cultivo del algodón y, sobre todo, a las variedades y cultivo de la vid, la vinificación, los principales vinos de España, etc. También estudió la carrera de farmacia.
En 1820 Riego logró restablecer la Constitución de Cádiz y Clemente lo apoyó y se destacó por su militancia liberal, ya que fue propuesto para encabezar la lista de doce diputados que correspondían al antiguo reino de Valencia, cosa que aceptó, pasando luego a formar parte de las comisiones de Agricultura, de Salud y de Instrucción Pública. Sin embargo, sólo intervino una vez en el Parlamento para defender la creación de una granja experimental de agricultura en su querido Sanlúcar de Barrameda. Muy quebrantado de salud por haber pasado con secuelas la fiebre amarilla años atrás, solicitó licencia para restablecerse y en septiembre de 1821 se marchó a Titaguas, donde habría de pasar los siguientes cinco años. Trabajó en diversas obras de agronomía y de botánica hasta que hubo de exiliarse de nuevo a Titaguas por motivos políticos (era liberal) en 1823. Allí siguió compilando datos para su Historia natural de Titaguas, prosiguió haciendo colecciones de plantas, insectos y animales disecados y empezó a estudiar apicultura, haciendo observaciones en los márgenes de un ejemplar de la Agricultura general de Gabriel Alonso de Herrera y en varias cuartillas que acabaron en manos de la familia de Antonio Sandalio de Arias. A Simón de Rojas Clemente se debe la ordenación y plantación inicial de la colección de variedades de la vid en el emparrado que rodea el Plano de la Flor.
Volvió a Madrid en 1826 para ordenar y concluir algunos de sus muchos trabajos inacabados y sin publicar. Allí murió el 27 de febrero de 1827. Se conserva una estatua suya realizada por José Gragera e inaugurada en 1865 en el Real Jardín Botánico de Madrid.
Simón de Rojas Clemente y Rubio es considerado el padre de la ampelografía moderna. Desarrolló el primer método científico para describir las variedades de vid mediante el examen del material que recogió en Andalucía entre 1802 y 1804. El Real Jardín Botánico de Madrid conserva el material que recogió y conservó (hojas y brotes). Este herbario, el más antiguo de todos los herbarios de variedades de vid, es invaluable para estudios ampelográficos y de otro tipo (como diversidad genética, caracterización molecular o estudios de historia vitivinícola) y proporciona una visión única del cultivo de la vid a principios del siglo XIX (la era pre-filoxera).

## Obras
- Pequeño alarde de la gramática y poética arábiga que ofrece al examen y curiosidad pública en los Reales Estudios de Madrid Don Simón de Rojas Clemente, con asistencia de don Miguel García Asensio, catedrático de árabe, erudito en ellos, en el día 16 de julio de 1801, a las 10 de la mañana. Madrid: Viuda de Marín, 1801.
- "Autobiografía", en Gaceta de Madrid (27 de marzo de 1827), págs. 146-148.
- Con Mariano La Gasca y D. García, “Introducción a la criptogamia española”, en Anales de Ciencias Naturales, V (1802), págs. 136-215.
- Ensayo sobre las variedades de la vid común que vegetan en Andalucía, con un índice etimológico y tres listas de plantas en que se caracterizan varias especies nuevas, Madrid, imprenta de Villalpando, 1807 (ed. franc., París, 1814; reed. del orig. en 1879)
- “Tentativa sobre la liquenología geográfica de Andalucía (Trabajo ordenado conforme a los manuscritos del autor por D. Miguel Colmeiro)”, en Revista de los Progresos de las Ciencias Exactas, Físicas y Naturales, 14 (1863), págs. 39-58
- "Ceres Hispánica. Adición al capítulo VIII de la obra Agricultura general de Herrera" por Don Simón de Rojas Clemente, Madrid, Ministerio de Fomento, 1926.
- Memoria sobre el cultivo y cosecha del algodón en general y con aplicación a España, particularmente a Motril, Madrid, Imprenta Real, 1818.
- Historia civil, natural y eclesiástica de Titaguas, Valencia, Universidad de Valencia, 2000.
- Viaje al cabo de Gata, Almería-Barcelona, GBG editora, 2002.
- Viaje a Andalucía (Historia natural del Reino de Granada) 1804-1809, ed. de Antonio Gil Albarracín, Barcelona: GBG editora, 2002.
- Nomenclátor ornitológico, o sea, nombres latinos y españoles sistemáticos de aves, ed. a cargo de Fernando Martín Polo, Paiporta, Ayuntamiento de Titaguas, 2006.
- Terminología geognóstica-geográfico-física española, códice manuscrito inédito copia fechada en 1833.

## Honores

### Epónimos
| - (Asteraceae) Colymbada clementei (Boiss.) Holub - (Asteraceae) Logfia clementei (Willk.) Holub - (Caryophyllaceae) Alsine clementei Huter - (Chenopodiaceae) Cochliospermum clementei Lag. - (Colchicaceae) Colchicum clementei Graells - (Dipsacaceae) Knautia clementei Beck | - (Euphorbiaceae) Euphorbia clementei Bourg. ex Boiss. - (Euphorbiaceae) Tithymalus clementei lotzsch & Garcke - (Fagaceae) Quercus × clementei C.Vicioso - (Lamiaceae) Betonica clementei Pérez Lara - (Scrophulariaceae) Linaria clementei Haensel. ex Boiss. |

- La abreviatura «Clemente» se emplea para indicar a Simón de Rojas Clemente y Rubio como autoridad en la descripción y clasificación científica de los vegetales.[15]